# DJ Falcon
Stéphane Quême (Paris, 2 de janeiro de 1973), conhecido artisticamente como DJ Falcon, é um DJ e produtor musical francês.
Antes de iniciar suas produções no selo Roulé, Falcon trabalhava no departamento de A&R da Virgin Records, atuando como funcionário de apoio. Lançou seu primeiro EP em 1999, ao mesmo tempo em que produziu um remix para o single "La Mouche" da dupla Cassius. No ano seguinte, iniciou uma colaboração com Thomas Bangalter, fundador da dupla de música eletrônica Daft Punk. Juntos, eles também fundaram o duo Together, no qual lançaram duas músicas: "So Much Love to Give" e "Together". 
Falcon é irmão de Delphine Quême (Quartet), e primo de Alain Quême (Alan Braxe).
Em 13 de abril de 2013, foi anunciado através de um vídeo no Festival de Música Coachella que Falcon participou do quarto álbum de estúdio do Daft Punk, Random Access Memories.
Em março de 2022, Falcon colaborou com Alan Braxe em um novo projeto pela gravadora Sumugglers Way (selo da Domino Records), onde lançaram dois singles exclusivos. Essa colaboração conjunta, denominada "Braxe + Falcon", apresentou o EP Step By Step, que contou com os vocais do Panda Bear. Ainda em 2022, foi lançado "Elevation", novo single do projeto com participação da artista e compositora Sunni Colón nos vocais.

## Discografia

### Álbuns de estúdio
- Hello My Name Is DJ Falcon (12") Roulé 1999

### Braxe + Falcon
- "Step By Step" feat. Panda Bear / "Creative Source" [SMGLR001] (12", Single) Smugglers Way 2022
- Step By Step EP [SMGLR002] (12", EP) Smugglers Way 2022
- Justice & The Flints - Mannequin Love (Braxe + Falcon Remix) (Single) Ed Banger 2025

### Remixes
- La Mouche (Maxi, Single) (6 versions) La Mouche (Played Live) Virgin France S.A. 1999
- La Mouche (12") La Mouche (Played Live...) Virgin France S.A. 1999
- La Mouche (CD, Maxi) La Mouche (Played Live...) Virgin 1999
- La Mouche (12", Single) La Mouche (Played Live) Astralwerks 1999
- La Mouche (12", Ltd, S/Sided) La Mouche (DJ Falcon) Cassius 1999
- La Mouche (12", Promo) La Mouche (Metal Mix) Virgin France S.A. 1999
- La Mouche (CD, Maxi) 	La Mouche (DJ Falcon) Virgin France S.A. 1999
- LRD (CD) La Mouche (DJ Falcon M) Revolution Magazine 	2000
- Sessions Ten - Subliminal Sessions (2xCD, Mixed, Comp) La Mouche (Choo Choo) Defected 2000
- DJ Mix (CD, Comp, Mixed) La Mouche (DJ Falcon) Virgin 2002
- My House In Montmartre (Comp) (4 versions) La Mouche (Played Live) Astralwerks 2002
- My House In Montmartre (CD) La Mouche (Played Live) Astralwerks 2002
- MTV's House In Montmartre (CD, Comp) La Mouche (DJ Falcon) Virgin France S.A. 2002
- My House In Montmartre (CD) La Mouche (Played Live) Virgin 2002
- My House In Montmartre (CD, Promo, Car) La Mouche (DJ Falcon R) Virgin France S.A. 2002
- Good Times (12", W/Lbl) Good Times (DJ Falcon) Elektra
- New Lands (12") (Falcon Remix) Ed Banger Records

### Aparece em
- Together (12", S/Sided) Roulé 2000
- So Much Love To Give (Single) (2 versions) Roulé 2002
- So Much Love To Give (12", S/Sided) Roulé 2002
- So Much Love To Give (CD, Single) Roulé 2003
- Contact - Random Access Memories (Daft Punk)